# Islands (The Mary Onettes-album)
Islands är The Mary Onettes andra studioalbum, utgivet 2009 på skivbolaget Labrador. Skivan kom ut den 3 november i USA och dagen efter i Sverige och släpptes både som CD och LP. LP-utgåvan var limiterad till 500 exemplar.
Från skivan släpptes tre singlar: Dare, Puzzles och Once I Was Pretty.
Hela skivan var tvungen att spelas in på nytt sedan sångaren och gitarristen Philip Ekströms bil blivit stulen i Stockholm, vari hårddisken med skivan på förvarades. Ekström hade även sparat filerna på en portabel hårddisk i hemmet, men oturligt nog kraschade även den och ingen kopia av skivan fanns därför att tillgå.

## Produktion
Skivan spelades in i House Arrest Studio i Göteborg och Foundland Studio i Jönköping. Philip Ekström och Henrik Ekström producerade och skivan mastrades i Cutting Room av Björn Engelmann.

## Låtlista
Alla låtar är skrivna av Philip Ekström.
| Nr  | Titel                         | Längd |
| --- | ----------------------------- | ----- |
| 1.  | Puzzles                       | 4:32  |
| 2.  | Dare                          | 3:46  |
| 3.  | Once I Was Pretty             | 4:13  |
| 4.  | Cry for Love                  | 3:58  |
| 5.  | The Disappearance of My Youth | 3:55  |
| 6.  | God Knows I Had Plans         | 4:19  |
| 7.  | Symmetry                      | 3:58  |
| 8.  | Century                       | 4:37  |
| 9.  | Whatever Saves Me             | 3:55  |
| 10. | Bricks                        | 5:09  |

### Fotnoter
1. 1 2  ”The Mary Onettes”. Discogs.com. http://www.discogs.com/Mary-Onettes-Islands/release/2075481. Läst 18 februari 2012.
2. ↑  ”The Mary Onettes”. Labrador. Arkiverad från originalet den 18 februari 2012. https://web.archive.org/web/20120218183021/http://www.labrador.se/releases/themaryonettes.php3. Läst 18 februari 2012.
3. ↑  Hopkin, Kenyon. ”The Mary Onettes”. Allmusic.com. http://www.allmusic.com/artist/the-mary-onettes-p857997. Läst 20 februari 2012.
4. ↑  ”The Mary Onettes”. Svensk mediedatabas. http://smdb.kb.se/catalog/search?q=the+mary+onettes+typ%3Afonogram&sort=OLDEST. Läst 18 februari 2012.